# 김지연 (1942년생 소설가)

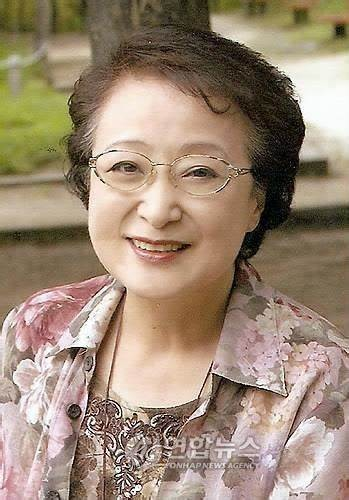

김지연(1942년 ~ )은 대한민국의 소설가이다. 경상남도 진주에서 태어났다. 서라벌예술대학교 문예창작학과를 졸업하고 1967년 매일신문 신춘문예 소설「천태산 울녀」가 당선 되면서 작품 활동을 시작하였다. 단편선집 《산가시내》 소설집 《내 살점》 《명줄》 장편소설 《논개》1, 2 《생명의 늪》 상, 하 등이 있다. 작가는 한국소설가협회 이사장, 은평문화원 원장으로 재직하였으며 제5대 김동리기념사업회 회장, 중앙대문인회 회장, 한국여성문학인회 회장 등을 역임하기도 했다. 현재 한국문인협회 자문위원, 《일신문학》 발행인으로 재임 중이다.

## 약력
- 1959년 - 1963년 진주여자고등학교 졸업
- 1963년 - 1965년 서라벌예술대학문예창작학고 졸업
- 1969년 - 1971년 중앙대학문예창작학과 졸업
- 1963년 - 1965년 경남일보사 문화부 차장
- 1965년 - 1967년 마산 제일여자고등학교 국어교사
- 1967년 - 1973년 의사신문사 취재부차장
- 1969년 - 1977년 공무원 연수원 및 중소기업연수원 강사
- 1995년 - 1995년 성신여대 사회교육원 문예창작과 강사
- 1998년 - 1998년 동덕여대 및 대학원 문예창작과 강사
- 2001년 - 2004년 가천대학교 겸임교수
- 2003년 - 2005년 은평문인협회 회장
- 1998년 - 2014년 복사전송권협회 이사장
- 1998년 - 2006년 한국문인협회 부이사장
- 2003년 - 2006년 문예학술저작권협회 회장
- 2008년 - 2010년 한국여성문학인회 회장
- 2008년 - 2010년 중앙대문인회 회장
- 2011년 - 2022년 남산도서관 강사
- 2012년 - 2016년 김동리기념사업회 회장
- 2015년 - 2023년 서울시 은평구 은평문화원 원장
- 2016년 - 2019년 한국소설가협회 이사장
- 2017년 - 2022년 은평문화재단 이사
- 2021년 - 2024년 한국소설가협회 명예이사장
- 2022년 -  현재  일신문학회 발행인 및 회장

## 저서

### 소설집
- 《늙은 히포크라테스》(도화, 2024) 국립중앙도서관
- 《산가시내》(도화, 2019) ISBN 9791186644973
- 《내 살점》 (정은출판, 2019) ISBN 9788958243892
- 《인생》 (정은출판, 2014) ISBN 9788958242604
- 《명줄》 (정은출판, 2011) ISBN 9788958242178
- 《산죽》 (정은출판, 2006) ISBN 9788958240846
- 《산막의 영물》 (정은문화사, 2003) ISBN 9788989355878
- 《살구나무 숲에 트는 바람》(인의, 1991) 국립중앙도서관
- 《아버지의 장기》(삼진기획, 1989) 국립중앙도서관
- 《흑색병동》 (행림출판사, 1986) ISBN 2008148004780
- 《돌바람》(세광공사, 1981) 국립중앙도서관
- 《산정》(청림각, 1978) 국립중앙도서관

### 장편소설
- 《소설논개》 1,2,3권 (정은출판, 2017) ISBN 9788958243397
- 《생명의 늪》 1, 2권 (정은출판, 2009) ISBN 9788958241454
- 《어머니의 고리》 (신원문화사, 1996) ISBN 9788935904617
- 《히포크라테스의 연가》(뿌리, 1994) 국립중앙도서관
- 《욕망의 늪》 (자유문화사, 1990) ISBN 2005624003541
- 《시톨》 1, 2, 3권 (건강시대사, 1984) 국립중앙도서관
- 《야생의 숲》(행림출판, 1984) 국립중앙도서관
- 《촌남자》(선일, 1983) 국립중앙도서관
- 《산울음》(범우사, 1981) 국립중앙도서관
- 《산배암》(문예원, 1979) 국립중앙도서관

### 팔순헌정 師弟창작집
- 《이승의 한 生》 (정은출판, 2022) ISBN 9788958244646

## 수상 경력
- 2014년 제3회 성균관문학상
- 2011년 제8회 채만식문학상
- 2009년 제3회 손소희문학상
- 2006년 제2회 류주현문학상
- 2004년 제18회 예총예술문화상
- 2003년 제40회 한국문학상
- 1997년 은평문화예술대상
- 1996년 월탄문학상
- 1995년 펜문학상
- 1991년 남명문학상
- 1984년 한국소설문학상